# Geiswiller
Geiswiller é uma ex-comuna francesa na região administrativa de Grande Leste, no departamento Baixo Reno. Estendeu-se por uma área de 3,19 km². Em 2010 a comuna tinha 406 habitantes (densidade: 127,3 hab./km²).
Em 1 de janeiro de 2018 foi fundida com a comuna de Zœbersdorf para a criação da nova comuna de Geiswiller-Zœbersdorf.